# Ngobo Ngobo
Ngobo Ngobo war eine deutsche Ska-Band.
Sie wurde 1989 in Hemsbach gegründet und war dem Rocksteady-Stil des Ska zuzuordnen. Ihr Sound war von einem treibenden 2-tone-Ska und Reggae-Beats gekennzeichnet.
Kurz nach ihrer Gründung gewann Ngobo Ngobo zwei Musikförderpreise. Ihr Debüt-Album Rude Fruit erschien kurz darauf. Mehrere Fernsehauftritte folgten. Mit über 400 Konzerten in den Metropolen Europas, einigen Konzerten in Afrika und mehreren Auftritten in Japan galt die Gruppe als feste Größe des Genres.
Bandmitglieder waren zuletzt Urs (Gitarre, Gesang), Christian (Gesang), Bine (Keyboard, Gesang), Nils (Bass), Stefano (Schlagzeug), Flo (Saxophon) und Kai (Posaune).
Am 13. Dezember 2014 gab die Band ihre Auflösung bekannt.

## Diskografie
- 1993: Rude Fruit
- 1995: High-Live
- 1998: The Big Blue
- 2000: Daily Talk
- 2007: Freaks and drunken lovers